# The Domestics
The Domestics (Brasil: Os Domésticos / Portugal: Tribos) é um filme de terror de ação pós-apocalíptico estadunidense de 2018 dirigido e escrito por Mike P. Nelson. O filme é estrelado por Kate Bosworth e Tyler Hoechlin.
O filme foi lançado em 28 de junho de 2018, pela Orion Classics.

## Enredo
Nas semanas seguintes a um evento apocalíptico, marido e mulher se aventuram pelo campo habitado por facções mortais em busca de segurança e devem trabalhar juntos enquanto são levados ao ponto de ruptura para sobreviver.

## Elenco
- Tyler Hoechlin como Mark West
- Kate Bosworth como Nina Monroe West
- Lance Reddick como Nathan Wood
- Sonoya Mizuno como Betsy
- Dana Gourrier como Wanda
- Jacinte Blankenship como Theresa Wood
- Thomas Francis Murphy como Plowboy Jim
- David Dastmalchian como Willy Cunningham
- Lee Perkins como Dean, o Nailer
- Kaden Washington Lewis como Steven Wood
- Mikaela Kimani Armstrong como Bella Wood

## Produção
Em 24 de março de 2016, foi anunciado que Mike P. Nelson dirigiria o suspense pós-apocalíptico The Domestics de seu próprio roteiro, para Metro-Goldwyn-Mayer e Hollywood Gang Productions. Gianni Nunnari e Shannon Gaulding produziriam o filme. Em 8 de setembro de 2016, Kate Bosworth e Tyler Hoechlin foram escalados para estrelar o filme. O filme foi filmado na Louisiana.

## Lançamento
Em maio de 2018, a Orion Classics adquiriu os direitos de distribuição do filme e o preparou para o lançamento em 28 de junho de 2018.

## Recepção
O filme recebeu críticas favoráveis da crítica. No Rotten Tomatoes, o filme tem 100% de aprovação com base em 5 avaliações, com média de 7.5/10. 
Robbie Collin do The Telegraph deu uma crítica positiva e escreveu: "É tudo uma boa diversão sombria, com um chute visceral."